# Torsten Wennström
Karl Torsten Wilhelm Wennström, född 26 november 1895 i Lund, död 22 maj 1971 i Slottsstadens församling i Malmö, var en svensk filolog och läroverkslektor.
Wennström blev filosofie licentiat och filosofie doktor vid Lunds universitet 1925, var adjunkt vid Katedralskolan i Lund 1926 och lektor i modersmål och historia vid Malmö latinskola 1941–1960. Han var vice ordförande i Historielärarnas förenings riksorganisation 1951–1956 och ordförande i Svensklärarföreningen i Malmö 1948–1956. Han författade läro- och läseböcker i modersmål och historia samt pedagogiska skrifter samt utgav Gleerups klassikerbibliotek och editioner som Arboga stads tänkebok 1451–1506 (tillsammans med Erik Noreen). Under några år på 1920-talet var han därtill verksam som översättare från danska. Torsten Wennström är begravd på Ränneslövs kyrkogård.